# براينت كليفورد ماير
براينت كليفورد ماير (بالإنجليزية: Bryant Clifford Meyer)‏ هو موسيقي وعازف قيثارة أمريكي، ولد في القرن العشرين في كليفلاند في الولايات المتحدة.

## روابط خارجية
- براينت كليفورد ماير على موقع أول ميوزيك (الإنجليزية)